# Eispapier
Eispapier (auch Eiskarton, Alabasterpapier oder Perlmutterpapier) nennt man eine für Visitenkarten verwendete Papiersorte.
Das Eispapier wird durch Auftragen einer dünnen Schicht essigsauren Bleioxids in wässriger Lösung mit einem kristallenen Überzug versehen, der an Eisblumen erinnert.

## Herstellung
Alabasterpapier wird durch das Auftragen einer heißen Lösung von 16 Teilen Bleizucker und einem Teil arabischen Gummi in 19 Teilen Wasser auf geleimtes Papier produziert. Diese Lösung sorgt für das kristalline Muster. Das Papier muss anschließend auf einer Heizplatte getrocknet werden. Zur Einfärbung dieser Lösung werden oft Anilinfarben verwendet. Überzüge mit Dammerlack oder Zapon schützen die Kristallstruktur.